# س. روبرت هنريكسون
س. روبرت هنريكسون (بالإنجليزية: C. Robert Henrikson)‏ هو مسير أعمال أمريكي، ولد في عقد 1940.

## وصلات خارجية
- س. روبرت هنريكسون على موقع إن إن دي بي (الإنجليزية)